# Lutz Friedjan Tietze
Lutz Friedjan Tietze (* 14. März 1942 in Berlin) ist ein deutscher Chemiker. Er ist seit 1978 Professor für Organische Chemie an der Fakultät für Chemie der Georg-August-Universität Göttingen.

## Leben
Lutz Friedjan Tietze ist Sohn des Landgerichtsdirektors Friederich Tietze und von Hete-Irene Tietze, geb. Kruse. Sein Studium an den Universitäten Kiel und Freiburg schloss er 1966 mit einem Diplom ab. Darauf folgte eine Promotion unter der Leitung von Burchard Franck mit dem Thema „Untersuchungen zur gezielten Oxidation von Laudanosolin-Derivaten“, ebenfalls an der Universität Kiel. 
Nach einem Forschungsaufenthalt bei George Büchi am Massachusetts Institute of Technology in Cambridge (USA) und bei Alan R. Battersby an der Universität von Cambridge (England) habilitierte er sich 1975 an der Universität Münster mit dem Thema „Secologanin, Schlüsselverbindung in der Biosynthese der Indol-, Ipecacuanha- und Cinchona-Alkaloide. Untersuchungen zur Biogenese und Synthese“. Im selben Jahr wurde er zum Privatdozenten ernannt. 
1977 erhielt er einen Ruf an die Universität Dortmund, die er bereits 1978 wieder verließ, um eine Professur an der Fakultät für Chemie der Georg-August-Universität Göttingen anzunehmen. Einen Ruf nach Münster lehnte er 1992 ab. Tietze veröffentlichte bisher (März 2010) 452 Publikationen sowie 4 Bücher und erhielt 32 Patente.
Lutz Friedjan Tietze ist seit 1966 mit Karin, geb. Krautschneider, verheiratet. Die beiden haben vier Kinder.

## Forschungsschwerpunkte
- Entwicklung selektiver und effizienter Synthesemethoden (Domino-Reaktionen, Übergangsmetall-katalysierte Transformationen, enantioselektive Allylierung von Ketonen). Er war maßgeblich an der Entwicklung des Begriffs und der Kategorisierung der Domino-Reaktionen beteiligt.
- Totalsynthese von Naturstoffen (Terpene, Steroide, Alkaloide, Makrolactone, Antibiotika, Antikrebsmittel). Besonders hervorzuheben sind hier die Totalsynthesen von Vitamin E, Hirsutin und Indomycinonen.
- Hochdruck-Synthesen
- Kombinatorische Chemie in Lösungen und an der festen Phase.
- Entwicklung neuer zytotoxischer Verbindungen und Impfstoffe für eine selektive Krebstherapie unter Verwendung monoklonaler Antikörper und Gangliosid Analoga.

## Gastprofessuren
- 1978 Hamburg
- 1982 Madison, Wisconsin/USA
- 1995 Strasbourg, Frankreich
- 1999 Sydney, Australien
- 2001 Bologna, Italien
- 2003 Paris, Frankreich

## Auszeichnungen (Auswahl)
- 1968 Promotionspreis des Fonds der Chemischen Industrie
- 1976 Karl-Winnacker-Preis der Firma Hoechst
- 1982 Literaturpreis des Fonds der Chemischen Industrie
- 1990 Mitglied der Akademie der Wissenschaften zu Göttingen
- 1991 Fellow der Royal Society of Chemistry
- 1994 Verleihung der Ehrendoktorwürde der Universität Szeged, Ungarn
- 2002 Grignard-Wittig-Preis der Société Francaise de Chimie, Frankreich
- 2004 Emil-Fischer-Medaille in Gold der Gesellschaft Deutscher Chemiker (GDCh)
- 2008 Hevesy Lectureship Award der GDCh und der Ungarischen Chemischen Gesellschaft
- 2008 Novartis Lectureship Award 2009
- 2010 Korrespondierendes Mitglied der Nordrhein-Westfälischen Akademie der Wissenschaften und der Künste

## Werke
- What's cooking in chemistry? Wiley-VCH-Verlag, Weinheim 2009
- Domino reactions in organic synthesis. Wiley-VCH-Verlag, Weinheim 2006
- Reactions and syntheses in the organic chemistry laboratory. Wiley-VCH, Weinheim 2006
- Preparativnaja organičeskaja chimija. Mir, Moskva 1999, Učebnoe izd
- Seimitsu-yūki-kōsei. Nankōdō, Tōkyō  1995, Kaitei, 2 han
- mit Theophil Eicher: Organisch-chemisches Grundpraktikum unter Berücksichtigung der Gefahrstoffverordnung. Thieme, Stuttgart 1993; 2. neubearb. Auflage 1995; [2001]
- Reaktionen und Synthesen im organisch-chemischen Praktikum. Thieme, Stuttgart 1981; 2., neubearb. Auflage 1991; [2001]
- Untersuchung zur gezielten Oxydation von Laudanosolin-Derivaten. Kiel 1968